# Boicote de Fethard-on-Sea
O Boicote de Fethard-on-Sea foi um episódio de intolerância religiosa envolvendo a aldeia de Fethard-on-Sea, Condado de Wexford, Irlanda, devido a uma desavença entre o casal Sean e Sheila Cloney (sobrenome de solteira Kelly). Ele levou a um boicote sectário praticado por católicos a membros protestantes da comunidade em 1957.

## A família Cloney
Sean Cloney é de Dungulf, em Fethard-on-Sea, e Sheila é de Johns Hill, também em Fethard-on-Sea. Ele se casaram em uma igreja agostiniana em Hammersmith, Londres, em 1949.
Eles tiveram três filhas: Mary, Eileen e Hazel, esta última nascida após o episódio.
Na época, os cônjuges não-católicos de católicos tinham de concordar em criar os seus filhos como católicos em função do Ne temere.

## O boicote
O padre da paróquia, Padre Stafford, disse a Sheila Cloney (uma protestante casada com um católico) que ela tinha de criar os seus filhos como católicos. Sheila recusou-se, levando-a a deixar a vila com as suas filhas. O padre da paróquia organizou um boicote contra a população protestante local que foi apoiado pelo Bispo Michael Brown. Sheila Cloney primeiro foi para a Irlanda do Norte, e depois para Orkney.
Por fim Sean a encontrou em Orkney, eles se reconciliaram e suas filhas receberam ensino doméstico.
A revista Time cunhou o termo "fethardism" ("fethardismo") para se referir a um boicote por motivos religiosos em um artigo sobre os acontecimentos.
Um filme, chamado A Love Divided, foi baseado no boicote, apesar de que alguma licença dramática foi tomada em relação a alguns eventos.

## Padre Seán Fortune
Sean Cloney foi uma das pessoas da região que reclamou sobre o comportamento do Padre católico Seán Fortune, que incluía abuso infantil e roubo de dinheiro. Cloney compilou um dossiê sobre o padre, incluindo uma lista de setenta jovens que haviam estado em contato com o padre. Fortune deixou Fethard em 1987, e cometeu suicídio em 1999 quando estava em julgamento.

## Reconhecimento do erro
Algumas décadas depois, em 1998, o bispo católico da diocese local desculpou-se pelo boicote, um reconhecimento do erro.

## Mortes
A filha do casal Mary faleceu em 1998 e Sean Cloney faleceu em outubro de 1999. Sheila faleceu em junho de 2009.